# Cortes 'C'
Cortes "C", ou Cortes, est un cheval monté par la cavalière américaine Beezie Madden en saut d'obstacles. Sa propriétaire est Abigail Wexner. Le couple a remporté de nombreux concours et a participé aux Jeux équestres mondiaux de 2014, où il a remporté la finale tournante avec 4 passages sans faute, ce qui lui a valu d'être nommé cheval international de l'année 2014 par la Fédération américaine d'équitation (USEF). Il a ensuite participé aux jeux olympiques de Rio 2016.

## Histoire
Cortes est un hongre né en 2002 par Randel Z et Orchidee Van De Tombeele. Son style de saut jambes croisées a attiré l'attention. Son groom Clark Shipley dit, “Il est le plus sympathique des chevaux que vous pourrez rencontrer dans votre vie
Il partage son temps entre Authentic Stables à Wellington, en Floride, et les écuries de John Madden à Cazenovia, New York quand il n’est pas en concours.
Il est mis à la retraite le 7 avril 2017

## Palmarès
En 2013, Cortes et Madden ont pris la première place de la Coupe du Monde FEI au FTI Consulting Winter Equestrian Festival de Wellington, en Floride. Ils ont également remporté le Global Champions Tour CSI5* Grand Prix de Chantilly en France. En 2014, Madden et Cortes ont remporté la King George Gold Cup à Hickstead, ce qui fait de Madden la première femme à prendre la première place. Madden a également remporté le bronze par équipe et la médaille de bronze individuelle aux Jeux Équestres mondiaux avec Cortes en 2014. En 2016, Madden et Cortes ont été sélectionnés dans l'équipe olympique de saut d'obstacles des Etats-Unis, pour concourir à Rio de Janeiro, au Brésil. Le couple a voyagé avec l'équipe en préparation pour les jeux Olympiques, et plus particulièrement en France pour décrocher l'Argent dans la Furusiyya FEI Nations Cup présentée par Longines en Italie.
Il est 32e du classement mondial des chevaux d'obstacle établi par la WBFSH en octobre 2012, puis 16e en octobre 2013, 17e en octobre 2014, et 8e en octobre 2015.

## Décès
Cortes 'C' s'éteint le 12 juillet 2023 à l'âge de 21 ans.